# Presbytère de Liesse-Notre-Dame
Le presbytère est un presbytère situé à Liesse-Notre-Dame, en France.

## Localisation
Le presbytère, édifié au dix-septième siècle, est situé sur la commune de Liesse-Notre-Dame, dans le département de l'Aisne.

## Historique
Le monument est classé au titre des monuments historiques en 1987.